# Лусиано Галети
Лусиано Мартин Галети (роден 9 април 1980 г. в Мар дел Плата) е бивш аржентински футболист играл като десен халф. Играл е 13 мача за Аржентина и е вкарал 3 гола.

## Кариера
Кариерата му започва в Естудиантес де Ла Плата, където е играл баща му през 70-те. Галети става голмайстор в Южно-американския юношески шампионат надминал играчи като Роналдиньо и Роке Санта Крус. Лусиано е закупен от ФК Парма, но не успява да пробие в италианския футбол и се връща за кратко в Аржентина. След това той играе 4 сезона в Реал Сарагоса, където вкарва решаващият гол за спечелването на Копа Дел Рей срещу Реал Мадрид. По-късно бива купен от Атлетико Мадрид през 2005 г. за 4 м. евро.
На 30 юни 2007 се присъединява към Олимпиакос за трансферна сума от 2.5 м. евро и подписал 4ри годишен договор с годишна заплата от 1.3 м. евро. През Юли Лусиано Галети удължи договора си до 2013. 
През 2010 се отказва от футбола поради контузии.

## Интересно
- Лусиано Галети е играл за три клуба носещи червено-бели райета – Естудиантес де Ла Плата, Атлетико Мадрид и Олимпиакос.
- Когато прави дебюта си в Шампионска лига му трябват 55 минути за да отбележи първия си гол.
- По време на втория сезон с Олимпиакос Галети става голмайстор на Гърция, заедно с Исмаел Бланко от АЕК Атина.

## Успехи
Аржентина
- Южно-американски юношески шампионат – шампион – 1999 г.
- Купа на конфедерациите – 2-ри – 2005 г.

Реал Сарагоса
- Копа дел Рей – Носител – 2004 г.
- Суперкупа на Испания – Носител – 2004 г.

Олимпиакос
- Суперкупа на Гърция – Носител – 2007 г.
- Гръцка Суперлига – шампион – 2008 г., 2009 г.
- Купа на Гърция – Носител – 2008 г., 2009 г.